# Dārmakūn
Dārmakūn (persiska: دارمکون) är en ort i Iran.   Den ligger i provinsen Västazarbaijan, i den nordvästra delen av landet, 500 km väster om huvudstaden Teheran. Dārmakūn ligger 1 574 meter över havet och antalet invånare är 289.
Terrängen runt Dārmakūn är kuperad österut, men västerut är den bergig. Runt Dārmakūn är det ganska tätbefolkat, med 80 invånare per kvadratkilometer. Närmaste större samhälle är Ālvātān, 12,4 km norr om Dārmakūn. Trakten runt Dārmakūn består i huvudsak av gräsmarker.